# Trochosa entebbensis
Trochosa entebbensis là một loài nhện trong họ Lycosidae.
Loài này thuộc chi Trochosa. Trochosa entebbensis được Roger de Lessert miêu tả năm 1915.